# Christopher Monck
Christopher Monck, 2e duc d'Albemarle, né le 14 août 1653 et mort en Jamaïque le 6 octobre 1688,, est un homme politique anglais.

## Biographie
Fils de George Monck, amiral de la New Model Army de Oliver Cromwell, il reçoit une éducation privée, et est formé dès son enfance à une carrière politique. En août 1662, à l'âge de 9 ans, il est admis à entamer des études de droit à Gray's Inn. Ce n'est toutefois qu'en 1681 qu'il décroche sa licence de droit, ses études ayant été interrompues par la politique. Le 8 janvier 1667, il est élu député du comté de Devon à la Chambre des communes. Âgé alors de 13 ans, il est « probablement » (les archives étant incomplètes) le plus jeune député de l'histoire du pays,. Il occupe immédiatement son siège, et est « moyennement actif » durant ses trois années à la Chambre, prenant part à sept commissions parlementaires. Durant le débat parlementaire sur l’impeachment du comte de Clarendon en octobre, le jeune Christopher Monck prend la parole pour rappeler les droits et libertés de l'accusé. Lors des votes du budget, il fait généralement partie de la majorité acquise au gouvernement du roi Charles II. 
Le 3 janvier 1670, son père décède, et Monck hérite de son titre de duc, ainsi que de son siège à la Chambre des lords. Il est fait chevalier de l'ordre de la Jarretière le mois suivant. Il doit néanmoins attendre d'avoir atteint l'âge de 21 ans, en 1674, pour pouvoir siéger parmi les Lords. Il demeure acquis à la cause des royalistes. En 1678 il est nommé colonel de cavalerie, et participe à la répression de la rébellion de Monmouth en 1685, mais « ne [s'y] distingue pas ». En juillet de cette même année, il renonce à ses fonctions militaires, « par jalousie » envers les succès de John Churchill, duc de Marlborough.  En 1686 il est nommé gouverneur de la colonie anglaise de Jamaïque, mais ne se rend sur place que fin 1687. Son « principal succès » en Jamaïque est de financer « la première opération de renflouement réussie des temps moderne », qui permet de renflouer un navire espagnol chargé de trésors, et lui rapporte un important profit - dont il ne jouit que brièvement. Il décède le 6 octobre 1688 à l'âge de 35 ans, en partie en raison d'un penchant appuyé pour la boisson. Il n'a pas d'enfants, et le titre de duc d'Albemarle s'éteint avec lui.